# Popescus sats
Inom matematiken är Popescus sats, introducerad av D. Popescu, ett resultat som säger att om A är en noethersk ring och B en noethersk algebra över den, då är strukturavbildningen A →B en regelbunden morfism om och bara om B är ett direkt gränsvärde av släta A-algebror.
Om exempelvis A är en lokal G-ring och B dess kompletition, då är avbildningen A →B per definition regelbundenoch satsen kan användas.